# Maiken Nedergaard
Maiken Nedergaard (født 18. februar 1957 i København) er en dansk professor og hjerneforsker. Siden slutningen af 1980'erne har hun arbejdet i USA, hvor hun blandt andet har været ansat som professor i neurokirurgi ved University of Rochester. I 2014 blev hun via et legat fra Novo Nordisk Fonden ansat ved Københavns Universitet, hvor hun i samarbejde med professor Steve Goldman leder hjerneforskningscenteret Center for Basic and Translational Neuroscience.
Maiken Nedergaard forsker i, hvad der sker med hjernen, når man sover og derved også noget af den biologiske grund til, hvorfor hjernen har brug for søvn. Hjernen har behov for søvn for at rense sig selv for affaldsstoffer, hvilket foregår ved hjælp af nogle specielle celler i hjernen kaldet gliaceller.[kilde mangler]
Nedergaard var involveret i opdagelsen af den fjerde hjernehinde.
I 2017 var hun blandt de 20 højest lønnede personer på Københavns Universitet med en årsløn på 1.490.046 kr.

## Forskningspriser
- American Association for the Advancement of Science (AAAS): Newcomb Cleveland-prisen (2015).[8]
- Alzheimer-forskningsfondens pris (2015).[9]